# デエサ

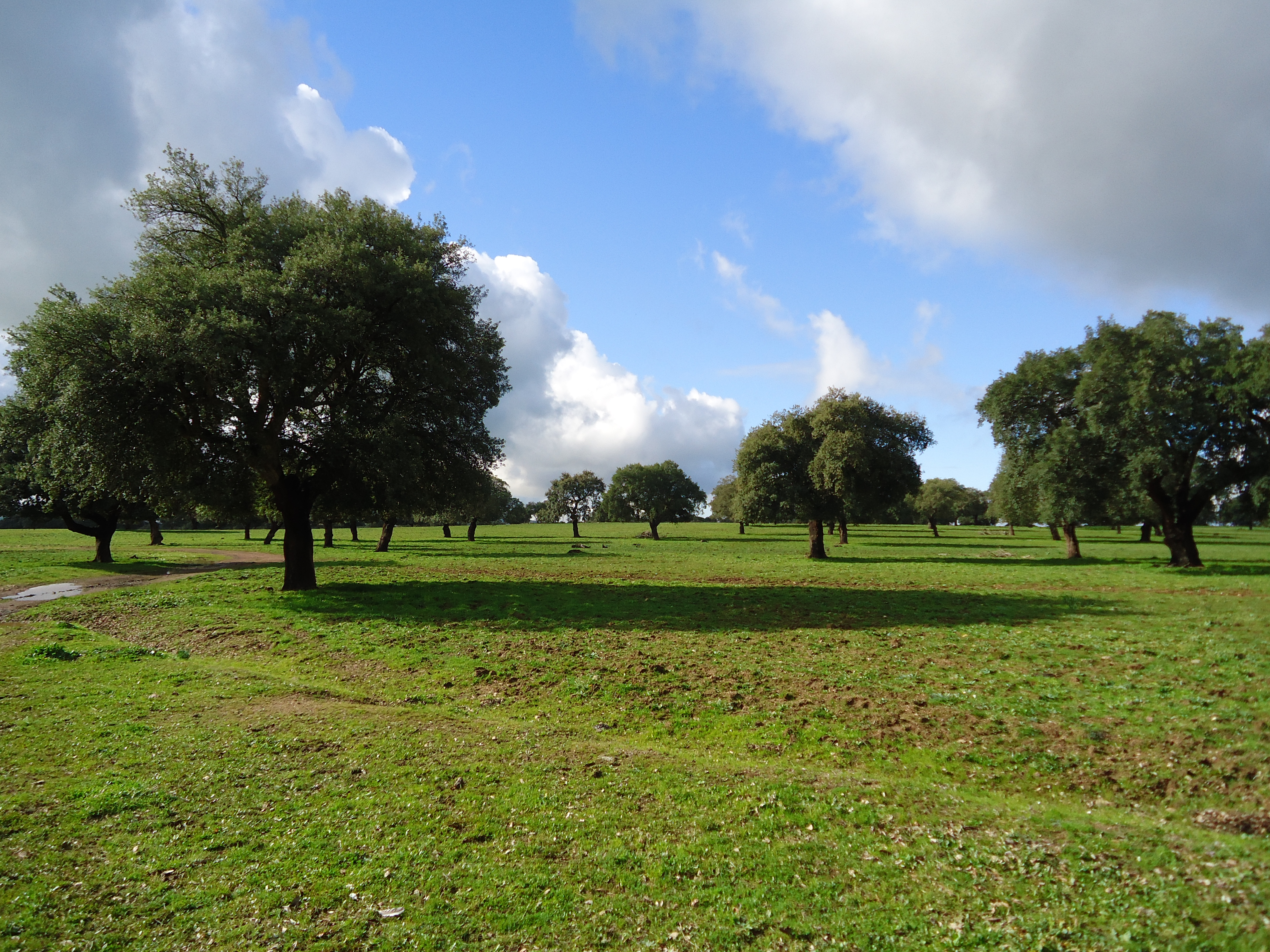
デヘサ（南西スペイン・バダホス県）の風景

デエサ（スペイン語: Dehesa）は多機能のアグロフォレストリーの一種であり、スペイン南部と中央部、およびポルトガル南部の文化的景観である。ポルトガルでは、モンタド（montado）として知られている。デエサという名称は、フェンスで囲まれ、通常は牧草地として使われている土地を指すラテン語の「defensa」（フェンスで囲まれた）に由来する。
デエサは私有財産または共同財産（通常は自治体に属する）の場合がある。主に放牧に使用され、野生の狩猟肉、きのこ、蜂蜜、コルク、薪などの非木材林産物を含むさまざまな製品を生産している。また、スペイン闘牛やイベリコ豚を飼育するためにも使用される。主要な木の構成要素は、オークであり、通常はホルム（Quercus rotundifolia）とコルク（Quercus suber）である。メロホ（Quercus pyrenaica）やケヒゴ（Quercus faginea）を含む他のオークは、地理的な場所や標高に応じて、デエサを形成するために使用される場合がある。
デエサは、さまざまな食物だけでなく、イベリアカタシロワシなどの絶滅危惧種の野生生物の生息地も提供する人為的システムである。
ひいては、この「デエサ」という用語は、このスタイルの不動産の放牧地管理にも使用できる。
デエサはイベリア半島の20,000平方キロメートルをカバーしている。